# Melese niger
Melese niger är en fjärilsart som beskrevs av De Toulgoët 1983. Melese niger ingår i släktet Melese och familjen björnspinnare. Inga underarter finns listade i Catalogue of Life.